# Neomallodon arizonicum
Neomallodon arizonicum là một loài bọ cánh cứng trong họ Cerambycidae.